# Vysoká škola mezinárodních a veřejných vztahů Praha
Vysoká škola mezinárodních a veřejných vztahů Praha, o.p.s. byla česká neuniverzitní soukromá vysoká škola v Praze.
Byla založena v roce 1999 jako jedna z prvních soukromých škol v České republice. Orientovala se na vzdělávání a výzkum v oblastech mezinárodních vztahů a diplomacie (také tzv. ekonomické diplomacie),  marketingu a managementu. Sídlo školy bylo v ulici U Santošky 17 v Praze 5. V roce 2022 se spojila s Vysokou školou hotelovou a ekonomickou, která se přejmenovala na University College Prague.

## Rektoři
Ve funkci nejvyššího představitele vysoké školy působili:
- doc. Ing. Ing. Antonín Peltrám, CSc.
  - 26. březen 2002 – 25. březen 2005
  - 26. březen 2005 – 3. červenec 2005
- doc. Ing. Judita Štouračová, CSc.
  - 4. červenec 2005 – 3. červenec 2008
  - 4. červenec 2008 – 3. červenec 2011
  - 4. červenec 2011 – 15. leden 2016
- doc. PhDr. Václav Soukup, CSc.
  - 15. leden 2016 – 14. leden 2019
- doc. Ing. Jindřich Ploch, CSc.
  - 14. leden 2019 – 1. duben 2021
- doc. Ing. Hana Březinová, CSc.
  - 1. duben 2021 – 2022

## Studijní obory
Škola nabízela možnost výběru z pěti studijních oborů a šesti specializací. Měla akreditovaný bakalářský a navazující magisterský studijní program „Mezinárodní a veřejné vztahy“.
V bakalářském stupni studia bylo možné absolvovat tříleté studijní obory:
- Mezinárodní vztahy a diplomacie
- Mezinárodní management a marketing

V magisterském stupni studia bylo možné absolvovat dvouleté studijní obory:
- Mezinárodní a diplomatická studia

## Profil školy
Na koncepci vysoké školy měly podíl vize zakladatelů školy, kteří ji usilovali koncipovat podle vzoru středně velkých západních univerzit. Na škole probíhaly mezinárodní konference, přednášky a výzkumy věnované ekonomické diplomacii, evropské geopolitice nebo migrační krizi. Koncepce školy byla založena na systémovém propojení studia s nabídkou odborných pracovních stáží a zahraničních pobytů, realizovaných v rámci programu Erasmus+.
Významnou roli při budování odborného profilu školy sehrála bývalá rektorka školy, česká diplomatka Judita Štouračová.

## Uplatnění absolventů
Empirický výzkum vycházející z dat úřadů práce prokázal, že absolventi VŠMVVP z hlediska svého uplatnění úspěšně konkurovali předním vysokým školám v České republice. Na úřadu práce bylo v roce 2016 evidováno pouze jedno procento nezaměstnaných absolventů této vysoké školy, tedy stejný percentil jako bylo tehdy zaznamenáno pro Univerzitu Karlovu nebo Vysokou školu ekonomickou v Praze.